# Dehgolan (Verwaltungsbezirk)
Dehgolan (persisch شهرستان دهگلان) ist ein Schahrestan in der Provinz Kurdistan im Iran. Er enthält die Stadt Dehgolan, welche die Hauptstadt des Verwaltungsbezirks ist. 

## Kreise
Der Verwaltungsbezirk gliedert sich in folgende Kreise:
- Zentral
- Bolbanabad

## Demografie
Bei der Volkszählung 2016 betrug die Einwohnerzahl des Schahrestan 64.015. Die Alphabetisierung lag bei 77 Prozent der Bevölkerung. Knapp 46 Prozent der Bevölkerung lebten in urbanen Regionen.
| Zensusjahr | Einwohnerzahl |
| ---------- | ------------- |
| 2011       | 62.844        |
| 2016       | 64.015        |